# Biologische Wachstumsregel
Die biologische Wachstumsregel beschreibt das Wachstumsverhalten von biologisch gewachsenen Strukturen, wie Bäume, Krallen und Knochen, die mechanischen Beanspruchungen (z. B. Wind- oder Schneelast) ausgesetzt sind und sich durch Wachstum an die Belastungen anpassen können. Es handelt sich vom mechanischen Standpunkt her gesehen um biologisch gewachsene Bauteile, die auch als biologische Kraftträger bezeichnet werden.

## Prinzip
Die biologische Wachstumsregel lautet:
1. Lagere Material an hoch belasteten Stellen an,
2. Entferne Material an niedrig belasteten Stellen.

Die Wirkung dieser Wachstumsregel wurde am Forschungszentrum in Karlsruhe untersucht. Man fand heraus, dass biologische Strukturen in eine Form wachsen, bei der unter den auftretenden Belastungen die Oberflächenspannung homogen ist. Biologische Kraftträger vermeiden auf diese Weise Spannungsspitzen, welche die potentiellen Schwachpunkte eines mechanischen Bauteils darstellen, und verteilen dadurch die Beanspruchung gleichmäßig auf der Oberfläche. So findet man beispielsweise an einer Ast-Anbindung keinen kreisförmigen Übergang, der zu Kerbspannungen führen würde, sondern eine so genannte Baud-Kurve, die einen kerbspannungsfreien Übergang gewährleistet.
Das Bestreben nach möglichst hoher Versagenssicherheit ist nur ein Kriterium bei biologischen Kraftträgern. Die Sicherheit muss auch mit einem möglichst geringen Aufwand an Material erreicht werden, um sich im harten Konkurrenzkampf in der Natur während der Evolution behaupten zu können. Man kann daher erwarten, dass die biologischen Kraftträger ein optimiertes Leichtbaudesign darstellen.
Die zweite Wachstumsregel gilt nur für Knochen. So ist es den Bäumen nicht möglich, in den Bereichen, die nach veränderten Randbedingungen plötzlich wenig belastet sind, das überflüssige Material zu entfernen. Die Knochen sind in dieser Hinsicht überlegen, da sie mit Hilfe von Fresszellen, den Osteoklasten, Material abbauen und dadurch immer ein gutes Leichtbaudesign realisieren können.

## Anwendungen
Im Ingenieursalltag verfolgt man häufig die gleichen Ziele wie die biologischen Kraftträger, nämlich mit möglichst wenig Aufwand an Material ein versagenssicheres Bauteil zu konstruieren. Aus diesem Grunde wurde die erfolgreiche biologische Wachstumsregel auf dem Computer simuliert und als Basis für Optimierungsprogramme bezüglich der Festigkeit verwendet. Dabei lässt man das zu optimierende Bauteil gemäß der biologischen Wachstumsregel virtuell wachsen, wie es beispielsweise ein Knochen tun würde, wenn er die Funktion des Bauteils übernehmen müsste. Dies führt dann zu einem Design mit homogener Oberflächenspannung. Es gibt zwei Varianten, wie die Wachstumsregel angewendet werden kann. Wird sie nur auf Oberflächenbereiche eines Bauteils angewendet, so erhält man ein Verfahren zur Formoptimierung, das CAO-Verfahren. Erweitert man den Anwendungsbereich dagegen auch auf die inneren Bereiche, erhält man ein Verfahren zur Topologieoptimierung, das SKO-Verfahren und die Variante TopShape. Beim letzteren werden zusätzlich zur Wachstumsregel noch Gussteilrestriktionen im Algorithmus implementiert um die Optimierung von Gussteilen zu verbessern und zu erleichtern. Seit 2012 gibt es eine VDI-Richtlinie, welche die Anwendungsbereiche und Funktionsweise dieser Optimierungsmethoden dem breiten Anwenderkreis an Ingenieuren nahebringen soll.